# The Saga Continues
Ne doit pas être confondu avec The Saga Continues....
Albums de Wu-Tang Clan
A Better Tomorrow
(2014)
Singles
1. People Say
2. Lesson Learn’d

The Saga Continues est une compilation du groupe américain Wu-Tang Clan avec le producteur Mathematics (en), sortie en 2017. Il ne s'agit pas d'un album studio du Wu-Tang Clan ; le groupe est ainsi nommé uniquement « Wu Tang ». Cependant RZA et Mathematics déclarent sur Radio Nova le 24 octobre 2017 qu'il s'agit bien d'un album ("avec un début, un milieu et une fin").

## Historique
Il s'agit du premier album studio du groupe, depuis A Better Tomorrow (2014), sans compter l'album Once Upon a Time in Shaolin sorti en exemplaire unique. Domingo Neris, manager de U-God, affirme que Once Upon a Time in Shaolin « n’est pas un album autorisé du Wu-Tang Clan. […] Et ce ne l’a jamais été ».
Il est produit entièrement par Mathematics (en), comme l'explique RZA : « Depuis des années, Mathematics a eu l’idée de rassembler un corps musical en mettant à profit du matériel de légende, comme le ASR10, à des performances vocales des membres du Wu-Tang Clan et des associés. Avec The Saga Continues, il a créé une pièce maîtresse. Nous sommes honorés de travailler avec Mathematics et le Wu-Tang Clan pour offrir une œuvre d’art ».
L'album contient des couplets de tous les membres du Wu (Ghostface Killah, Method Man, GZA, Raekwon, Inspectah Deck et Masta Killa) y compris Ol' Dirty Bastard - décédé en 2004 mais présent sur le morceau If What You Say Is True - mais sans U-God ; ainsi que des apparitions notamment de Redman, Streetlife, Killah Priest, Hue Hef ou encore Sean Price. 

## Liste des titres
| No  | Titre                                              | Auteur                                                | Interprètes                                        | Durée |
| --- | -------------------------------------------------- | ----------------------------------------------------- | -------------------------------------------------- | ----- |
| 1.  | Wu-Tang: The Saga Continues (Intro)                | R. Bean, R. Diggs                                     | RZA                                                | 1:31  |
| 2.  | Lesson Learn'd                                     | Bean, J. Hunter, R. Noble                             | Inspectah Deck & Redman                            | 3:22  |
| 3.  | Fast And Furious                                   | Bean, H. Nielsen, C. Woods                            | Hue Hef & Raekwon                                  | 3:42  |
| 4.  | Famous Fighters (Skit)                             | Bean                                                  |                                                    | 1:20  |
| 5.  | If Time Is Money (Fly Navigation) (Bean, C. Smith) |                                                       | Method Man                                         | 3:53  |
| 6.  | Frozen                                             | Bean, W. Reed, Smith, C. Rios, Jr.                    | Chris Rivers, Killah Priest & Method Man           | 4:09  |
| 7.  | Berto And The Fiend (Skit)                         | Bean, D. Coles                                        | Ghostface Killah                                   | 0:45  |
| 8.  | Pearl Harbor                                       | Bean, Coles, Smith, Diggs, S. Price                   | Ghostface Killah, Method Man, RZA & Sean Price     | 4:59  |
| 9.  | People Say                                         | Bean, Smith, Woods, Noble, Hunter, E. Turner          | Wu-Tang Clan feat. Redman                          | 4:24  |
| 10. | Family (Skit)                                      | Bean                                                  |                                                    | 1:06  |
| 11. | Why Why Why                                        | Bean, Diggs, Swnkah                                   | RZA & Swnkah                                       | 4:00  |
| 12. | G'D Up                                             | Bean, Smith, M. Jones, A. Hariri                      | Method Man, Mzee Jones & R-Mean                    | 4:25  |
| 13. | If What You Say Is True                            | Bean, Turner, P. Charles, G. Grice, D. Hill, R. Jones | Wu-Tang Clan feat. StreetLife (en)                 | 3:55  |
| 14. | Saga (Skit)                                        | Bean, Diggs                                           | RZA                                                | 0:58  |
| 15. | Hood Go Bang!                                      | Bean, Smith, Noble                                    | Method Man & Redman                                | 1:32  |
| 16. | My Only One                                        | Bean, Hill, Coles, Diggs, S. Latorre                  | Cappadonna, Ghostface Killah, RZA & Steven Latorre | 4:44  |
| 17. | Message                                            | Bean                                                  |                                                    | 2:05  |
| 18. | The Saga Continues (Outro)                         | Bean, Diggs                                           | RZA                                                | 0:45  |

## Samples
- Lesson Learn'd contient des samples de I'm Afraid the Masquerade Is Over de David Porter et une interpolation de Nuthin' but a 'G' Thang de Dr. Dre featuring Snoop Dogg[11].
- People Say contient un sample de I've Got the Kind of Love de The Diplomats et un extrait du film Les Guerriers de la nuit prononcé par David Patrick Kelly.
- G'd Up contient un sample de Baptizing Scene du Révérend W.A. Donaldson.